# Gymnobucco calvus
El barbudo calvo común (Gymnobucco calvus) es un ave de la familia Lybiidae, a la que pertenecen los barbudos africanos.
Se encuentran en Angola, Benín, Camerún, República del Congo, República Democrática del Congo, Costa de Marfil, Guinea Ecuatorial, Gabón, Ghana, Guinea, Liberia, Nigeria, Sierra Leona, y Togo.